# Giornata mondiale della Croce Rossa e Mezzaluna Rossa
L'8 maggio, in tutto il mondo, si festeggia il lavoro di soccorso che svolgono quotidianamente milioni di volontari della Croce Rossa.
La festività cade il giorno della nascita di Henry Dunant, considerato il fondatore dell'Associazione.
(Francesco Rocca Commissario Straordinario CRI)
L'obiettivo delle celebrazioni di questa giornata, delle manifestazione in Piazza, è quello di avvicinare la cittadinanza al movimento della Croce Rossa e far conoscere quali sono i compiti svolti dai Volontari.
Durante questa giornata si svolgono simulazioni di primo soccorso (ad esempio sul come comportarsi davanti ad una situazione di emergenza prima dell'arrivo dell'ambulanza) e vengono spiegate le campagne attive a livello nazionale ed internazionale.